# Urbach (Köln)

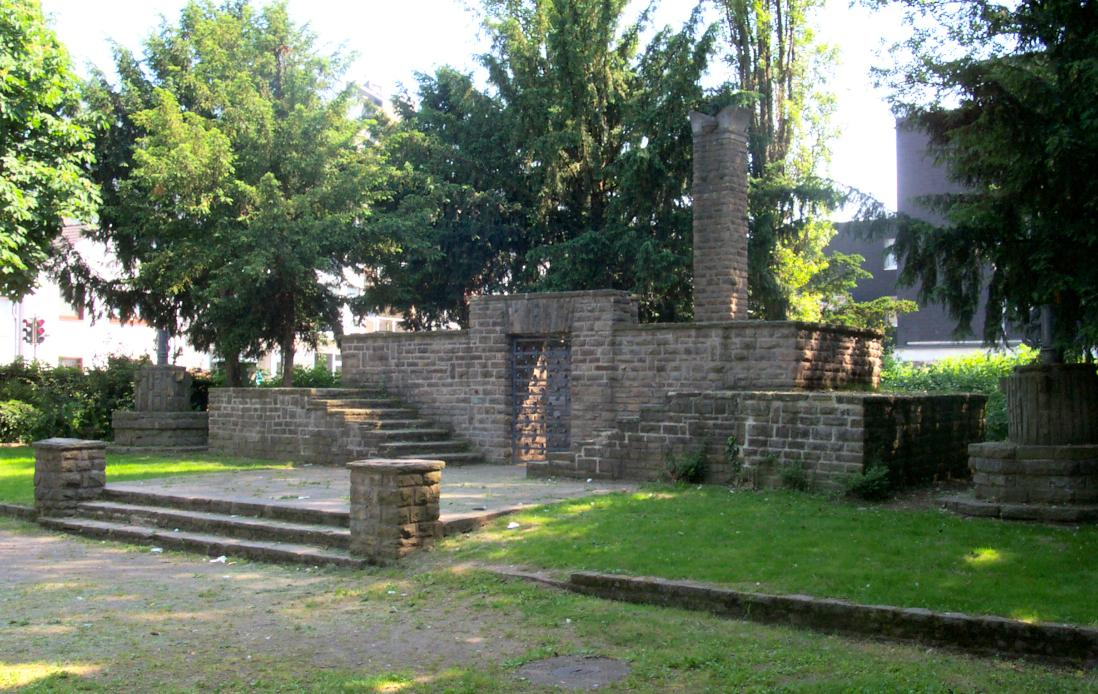
Kriegerdenkmal in Urbach

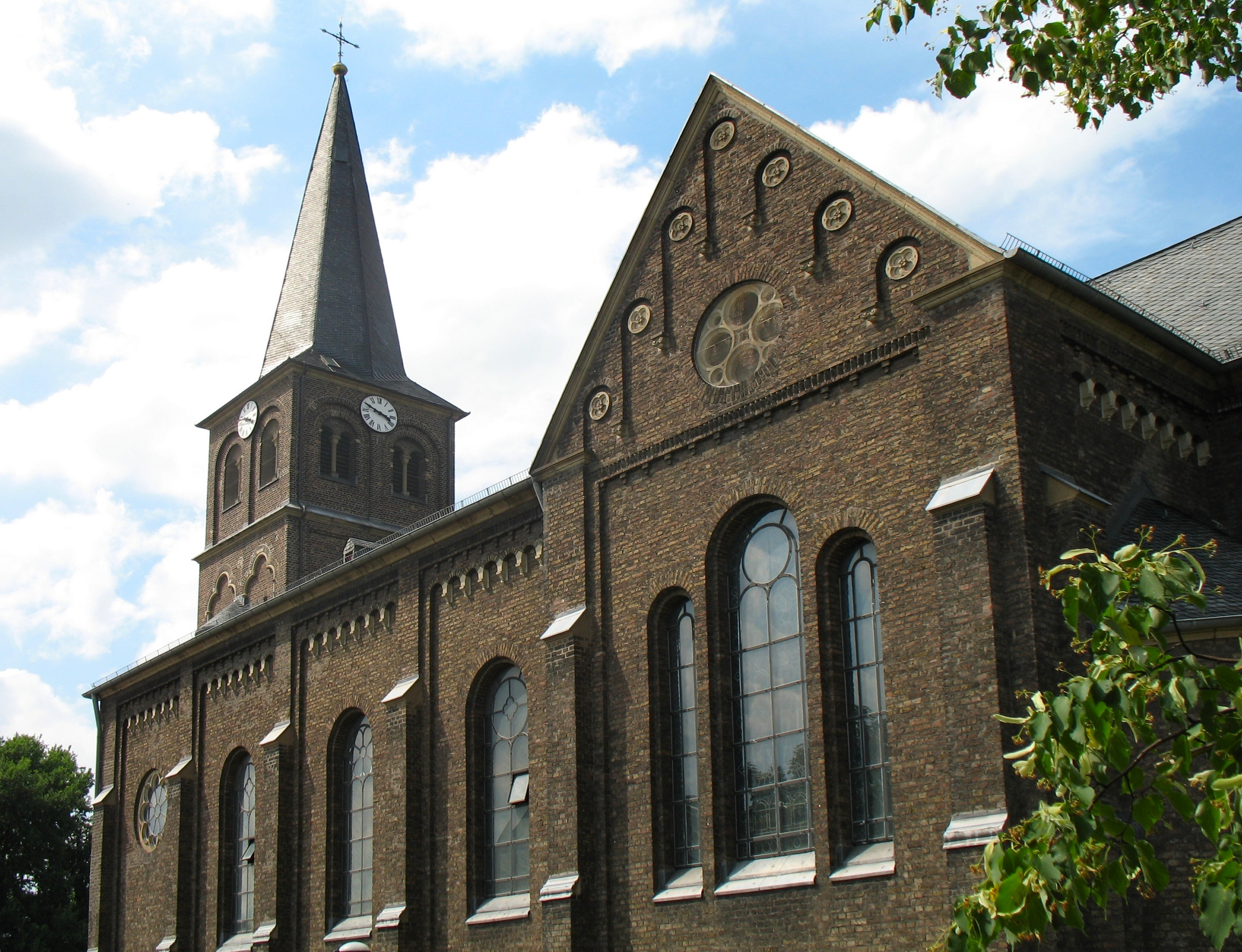
Kirche St. Bartholomäus

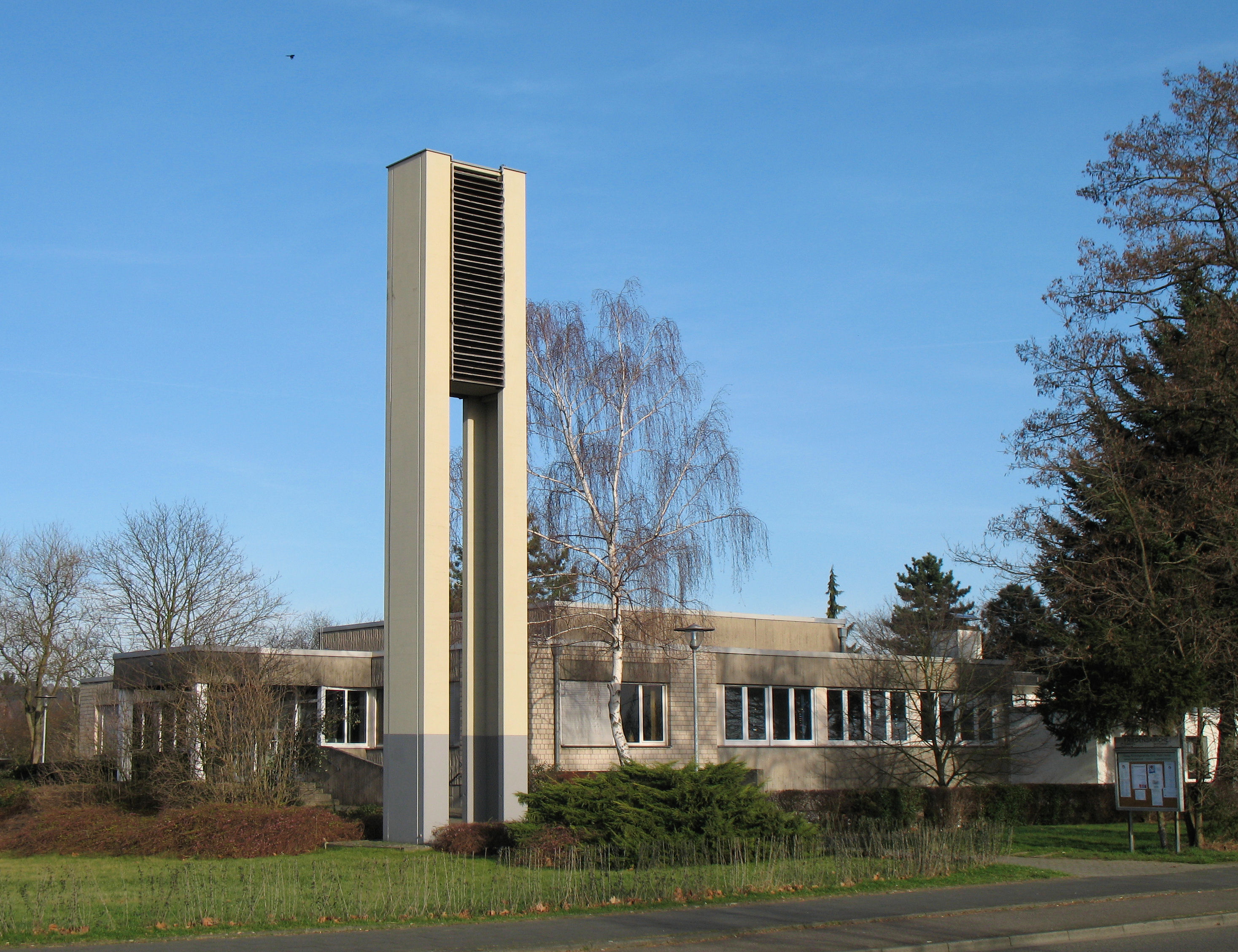
Evangelische Friedenskirche

Urbach ist ein Stadtteil von Köln im Osten des Stadtbezirks Porz und liegt an der B 8 zwischen Eil und Wahn.

## Lage
Geologisch gesehen liegt Urbach auf einem ehemaligen Seitenarm des Rheins.
Der Stadtteil grenzt im Osten mit der Bundesautobahn 59 an Grengel.
Im Süden verläuft die Grenze zu Elsdorf entlang der Friedrich-Hirsch-Straße und der Friedensstraße. Im Westen grenzt Urbach an Porz und im Norden an Eil.

## Geschichte
Der Name stammt wahrscheinlich von dem Wort Urbich (Ahd. alter Bach) ab, was durch die Nähe zu einem alten Rheinarm unterstrichen wird. Bis zur ersten Hälfte des 20. Jahrhunderts waren noch einzelne Feuchtgebiete erkennbar (z. B. am Bungert). Der Bau der ersten Kirche um 1100 spricht für eine erste dauerhafte Besiedlung vor dem 12. Jh.
Grund der Anlage des Dorfes war die Kreuzung der Fernstraßen Deutz-Urbach-Altenrath-Bergisches Land und Heumar-Eil-Urbach-Wahn-Troisdorf-Siegburg. Erstere sind heute nur noch teilweise erkennbar, wie in Poll (Siegburger Straße), Ensen (Urbacher Weg), Porz (Deutzer Weg), Urbach (Kaiserstraße, Waldstraße) und der Wahner Heide (teilweise Alte Kölner Straße).
Am Kreuzungspunkt stand neben dem Gasthaus mit Tanzsaal ein Magnolienbaum, der wegen seiner Blüte weit über das Dorf hinaus bekannt war.
Auf dem östlichen höheren Uferbereich wurden entlang der heutigen Frankfurter Straße die Pfarrkirche St. Bartholomäus und einige größere Höfe (Kirchenhof, Leuschhof, Zehnthof und Maarhof) angelegt. Auf dem westlichen flacheren Ufer entlang der Kupfergasse, der Sternenberger Hof und der Wiedenhof. Im Anschluss an den letztgenannten Hof entstand später auch die Schule. Der dazwischen liegende Bereich wies im Norden an der Kreuzung des Weges nach Köln (die heutige Kaiserstraße) mit dem Weg nach Wahn und dem Bergischen Land eine marktplatzähnliche Erweiterung auf, während am südlichen Ende der Obstbaumgarten der Pfarrei (Bungert) lag. Allmählich wurde der Rheinarm bis auf diese beiden Freiräume ebenfalls bebaut. Dieser Bungert ist heute eine kleine Grünfläche mit Spielplatz, und an seinem südlichen Ende steht das vom 1933 vorzeitig in den Ruhestand versetzten Urbacher Hauptlehrer Johann Barz initiierte und von dem in Urbach lebenden Kölner Architekten Ludwig Paffendorf bis 1934 errichtete Kriegerdenkmal.
Die Urbacher Kirche war außerdem Pfarrmittelpunkt für die Dörfer Porz, Eil und Elsdorf.
Im Jahr 1901 wurde in Urbach eine Freiwillige Feuerwehr gegründet. Die Freiwillige Feuerwehr Löschgruppe Urbach wurde mit der Eingemeindung in das Stadtgebiet der Stadt Köln in die Feuerwehr Köln überführt und existiert bis heute.
Urbach war seit frühester Zeit Teil des Amtes Porz im Herzogtum Berg, daher war eine enge politische Verbindung mit den umgebenden Dörfern immer vorhanden. Mit der Errichtung des Großherzogtums Berg (1806) und der Neugliederung der Verwaltung nach französischem Vorbild (1808) kam Urbach an das Département Rhein. Seit 1815 gehörte Urbach zu Preußen und war der Bürgermeisterei Heumar zugeordnet. Die zunehmende Industrialisierung nutzte den nahen Rhein als Verkehrsader. Es entstand zwischen den Dörfern Porz und Urbach ein neuer Industriestadtteil Porz-Urbach, bei dem auch an der Strecke Köln – Niederlahnstein ein Bahnhof gleichen Namens (heute Porz (Rhein)) angelegt wurde.
Die beiden Gemeinden Heumar und Wahn wurden 1929 zur Großgemeinde Porz am Rhein vereinigt. Diese erhielt 1951 Stadtrechte und wurde 1975 durch die Eingemeindung beziehungsweise kommunale Neugliederung Teil der Stadt Köln.
Urbach ist heute ein reiner Wohnstadtteil, der immer noch verkehrsgünstig gelegen, und baulich mit seinen früheren Nachbardörfern zu einer städtischen Einheit verwachsen ist.

### Gut Maarhof
Gut Maarhof ist eine geschlossene vierflügelige Hofanlage an der Frankfurter Straße in Porz-Urbach. Das zweigeschossige Herrenhaus besitzt eine Stuckfassade (1896), die ehemaligen Wirtschaftsgebäude sind aus Backstein. Urkundlich erwähnt wird das Gut erstmals im Jahr 1623.
1982 stellte die Stadt Köln den Maarhof unter Denkmalschutz. Im Sommer 1985 fand das Richtfest für die restaurierte Hofanlage statt. Neben dem Haupthaus umgeben 23 Wohnungen die historische Wohnanlage.

### Kirchen
- Evangelische Friedenskirche
- Katholische Kirche Bartholomäus

## Bevölkerungsstatistik
Struktur der Bevölkerung von Köln-Urbach (2021):
- Durchschnittsalter der Bevölkerung: 43,8 Jahre (Kölner Durchschnitt: 42,3 Jahre)
- Ausländeranteil: 20,8 % (Kölner Durchschnitt: 19,3 %)
- Arbeitslosenquote: 10,9 % (Kölner Durchschnitt: 8,6 %)

## Einrichtungen
- Katholische Grundschule
- Katholischer Kindergarten Sankt Bartholomäus
- Ortsverbandsgebäude des DRK-Porz
- Dienstgebäude des Technischen-Hilfswerks Köln-Porz
- Freiwillige Feuerwehr Köln – Löschgruppe Urbach, Elsdorf, Grengel[6]